# Dwór Benedykta Górskiego w Łodzi
Dwór Benedykta Górskiego – zabytkowy dwór szlachecki z XVIII w. położony w Łodzi przy ul. Rzgowskiej 247.

## Budynek
Dwór znajduje się na wzniesieniu w północnej części współczesnych Stawów Jana. Został wzniesiony na planie prostokąta z modrzewiowych bali w konstrukcji zrębowej, a jego ściany pokryto tynkiem. Budynek nakrywa polski dach łamany, wykończony gontami. Ganek dworu wysunięto ryzalitowo i w pełni zabudowano. Dwór należy do najstarszych zachowanych zabytków Łodzi w granicach miasta.

## Historia
Dwór został zbudowany na przełomie XVIII i XIX wieku dla Benedykta Górskiego we wsi Chojny, w pobliżu traktu prowadzącego do Piotrkowa Trybunalskiego. W pierwszej połowie XIX wieku dobra przeszły na córkę Benedykta, Izabelę Walewską. Kolejnym właścicielem został Franciszek Kamiński. Po jego śmierci w 1853 roku pięcioro spadkobierców spłaciła Marianna Rudzka z Lenczowskich herbu Strzemię, żona Bonawentury Rudzkiego herbu Wężyk. Wartość majątku oszacowano wtedy na 86 700 rubli.
Dobra były dzierżawione przez Lisickiego, podczas gdy właścicielka przebywała z synem w Dobrzelowie. W skład dóbr wchodziły dwór, cegielnia, karczma oraz kilka chałup dla służby. W 1864 pożar strawił drewniane zabudowania gospodarcze i cegielnię. Dwa lata później odbudowano je, jednak ponownie w drewnie, mimo posiadania cegielni. Po uwłaszczeniu chłopów podupadłe i zadłużone dobra Rudzka sprzedawała wolnym chłopom oraz kolonistom niemieckim.
W 1874 Marianna Rudzka ostatecznie sprzedała majątek Janowi i Krystianowi Krauze, kolonistom z Nowego Rokicia, oraz Jerzemu Fiszerowi, kupcowi z Ozorkowa. Parcelacja majątku i sprzedaż ziemi trwały nadal. Tereny położone najbliżej Łodzi przeznaczono pod działki budowlane; w 1906 wcielono je wraz z Dąbrową do Łodzi, tworząc dzielnicę Nowe Chojny. Sam folwark do lat 40. XX wieku pozostawał w rękach Franciszka Zimmermana, który przekształcił go we wzorowe gospodarstwo rolne.
Po II wojnie światowej majątek, już w granicach miasta, przeszedł na własność skarbu państwa. Dwór wraz z parkiem został przekształcony w ośrodek wypoczynkowo-rekreacyjny znany jako Stawy Jana. Od lat 90. XX wieku w wyremontowanym dworze znajdowała się restauracja oraz administracja pobliskiego kempingu. Obecnie we dworze mieści się restauracja „Dworek na Chojnach”.
Podczas remontu dworu w 1968 zostały odkryte późnobarokowe dekoracje kominków oryginalnie zdobiące pomieszczenia. Kolejny remont dwór przeszedł w latach 2009–2010.